# Korangi (Distrikt)

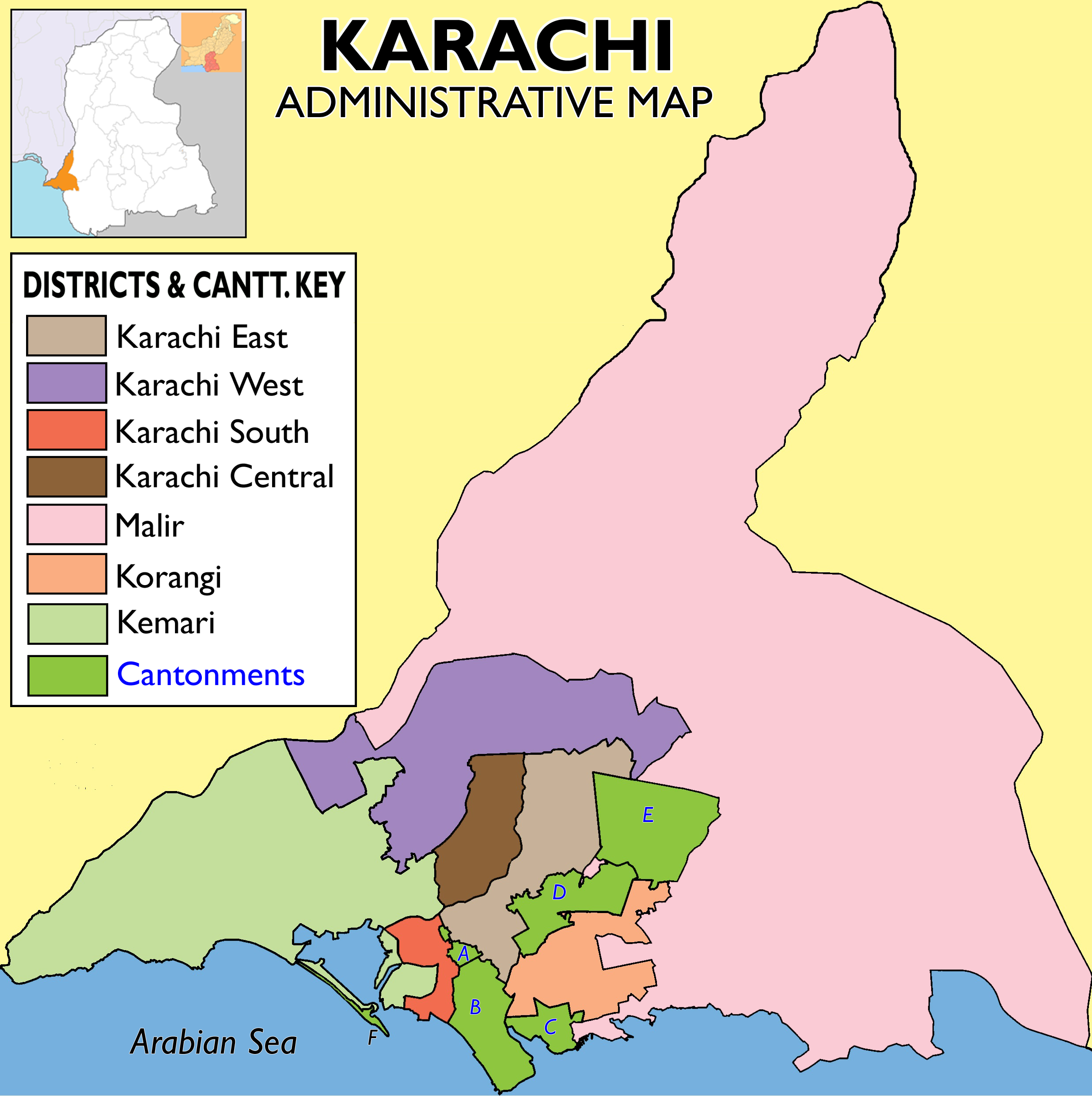
Verwaltungsgliederung von Karatschi

Der Distrikt Korangi ist ein Verwaltungsdistrikt in Pakistan in der Provinz Sindh. Der Distrikt bildet einen Teil der Stadt Karatschi und setzt sich aus den Stadtteilen Korangi, Landhi und Shah Faisal zusammen.
Der Distrikt hat eine Fläche von 95 km² und nach der Volkszählung von 2017 2.457.019 Einwohner. Die Bevölkerungsdichte beträgt 25.863 Einwohner/km².

## Lage
Der Distrikt befindet sich im Süden der Provinz Sindh, die sich im Südosten von Pakistan befindet. Er bildet den südlichen Teil der Megastadt Karatschi.

## Geschichte
Der Distrikt wurde 2013 aus Teilen von Karatschi Ost geschaffen.

## Demografie
Zwischen 1998 und 2017 wuchs die Bevölkerung um jährlich 2,41 %. In 421.618 Haushalten leben 1.284.015 Männer, 1.172.737 Frauen und 267 Transgender, woraus sich ein Geschlechterverhältnis von 109,5 Männer pro 100 Frauen ergibt und damit einen für Pakistan häufigen Männerüberschuss.
| Jahr | Einwohnerzahl |
| ---- | ------------- |
| 1998 | 1.561.742     |
| 2017 | 2.457.019     |